# واين إدواردز (عسكري)
واين إدواردز (بالإنجليزية: Wayne Edwards)‏ هو عسكري بريطاني، ولد في 1966 في سيفن ماور ‏ في المملكة المتحدة، وتوفي في 13 يناير 1993 في Gornji Vakuf-Uskoplje ‏ في البوسنة والهرسك.